# Du hast
"Du hast" je drugi singl s albuma Sehnsucht njemačkog industrial metal sastava Rammstein. Pjesma je jedna od njihovih najpoznatijih širom svijeta.
"Du hast" ima dvosmisleno značenje, koje je još dodatno istaknuto samim tempom pjesme. U kontekstu pjesme značenje je Ti si me pitao (odnosno — zaprosio), no kako riječ 'hast' ovisno o kontekstu može biti posvojna imenica 'imati' ili pak glagol 'mrziti', pjesma ne otkriva odmah pravo značenje. Sastav je kasnije u bonus izdanjima albuma objavio pjesmu na engleski, a naslov joj je "You Hate".
Primjer iz samog teksta pjesme
Du - Ti

Du hast - Ti mrziš / Ti si

Du hast mich - Ti me mrziš / Ti si me

Du hast mich gefragt - Ti si me pitao

Du hast mich gefragt und ich hab nichts gesagt - Ti si me pitao, a ja nisam odgovorio